# Hlboké
Hlboké je naseljeno mjesto u okrugu Senica u Trnavskom kraju u Slovačkoj. Naselje je 5 km udaljeno od Senice, glavnog grada okruga.

## Stanovništvo
| Godina:     | 1993. | 2003.   | 2013.   | 2023.    |
| ----------- | ----- | ------- | ------- | -------- |
| Broj ljudi: | 884   | 872     | 929     | 1030     |
| Razlika:    |       | -1,35 % | +6,53 % | +10,87 % |

| Godina:     | 2022. | 2023.   |
| ----------- | ----- | ------- |
| Broj ljudi: | 1016  | 1030    |
| Razlika:    |       | +1,37 % |

Prema popisu stanovništva iz 2023. godine naselje je imalo 1030 stanovnika.

## Vanjske poveznice
|  | Zajednički poslužitelj ima još gradiva o temi Hlboké |

- Službena stranica (sl.)